# São José dos Ausentes
São José dos Ausentes là một đô thị thuộc bang Rio Grande do Sul, Brasil. Đô thị này có diện tích 1176,685 km², dân số năm 2007 là 3180 người, mật độ 2,7 người/km².